# Okitankoyi Kimoto
Okitankoyi Kimoto (Kinshasa, Zaire, 22 de julio de 1976) es un exfutbolista y entrenador de fútbol de la República Democrática del Congo que jugaba en la posición de delantero centro. Actualmente es el entrenador de la selección nacional femenil.

## Carrera

### Club
| Periodo   | Club                 |
| --------- | -------------------- |
| 1996–1997 | AC Sodigraf          |
| 1998–1999 | AS Vita Club         |
| 1999–2002 | KSC Lokeren          |
| 2002–2004 | Standard Liège       |
| 2004–2005 | Sint-Truidense VV    |
| 2005–2006 | Maccabi Netanya      |
| 2006      | Maccabi Herzliya     |
| 2007      | Hakoah Ramat Gan     |
| 2007–2008 | Hapoel Petah Tikva   |
| 2008      | RFC Liège            |
| 2009–2010 | Atromitos Yeroskipou |
| 2010–2011 | APEP Pitsilia        |
| 2011–2012 | RFC Liège            |
| 2012–2013 | Royal Aywaille FC    |

### Selección nacional
Jugó para República Democrática del Congo en 29 ocasiones de 1997 a 2005 y anotó cuatro goles; participó en dos ediciones de la Copa Africana de Naciones.

### Entrenador
| Periodo   | Club                    |
| --------- | ----------------------- |
| 2015      | AS Dragons              |
| 2017–2018 | JS Kinshasa             |
| 2018–2021 | FC Renaissance du Congo |
| 2022–2023 | AS Maniema Union        |
| 2023–     | RD Congo Femenil        |